# Mycale flagellifera
Mycale flagellifera är en svampdjursart som beskrevs av Jean Vacelet och Vasseur 1971. Mycale flagellifera ingår i släktet Mycale och familjen Mycalidae. Inga underarter finns listade i Catalogue of Life.